# Carlo Abate
Carlo Maria Abate (10. srpnja 1932-2019) je bivši talijanski vozač Formule 1. Bio je jedan od najboljih stručnjaka za Ferrari 250 GTO. Abate je preferirao da ga zovu "Carlo Mario Abate" unatoč krsnom imenu.

## Potpuni popis rezultata u Formuli 1
(legenda)
| Godina | Momčad                            | Šasija      | Motor             | 1.  | 2.  | 3.  | 4.      | 5. | 6.  | 7.      | 8.  | 9.  | 10. | Poredak | Bodovi |
| ------ | --------------------------------- | ----------- | ----------------- | --- | --- | --- | ------- | -- | --- | ------- | --- | --- | --- | ------- | ------ |
| 1962.  | Scuderia SSS Republica di Venezia | Lotus 18/21 | Climax Straight-4 | NIZ | MON | BEL | FRA DNP | VB | NJE | ITA     | SAD | JAR |     | -       | 0      |
| 1963.  | Count Volpi                       | Porsche     | Porsche Flat-4    | MON | BEL | NIZ | FRA     | VB | NJE | ITA DNP | SAD | MEX | JAR | -       | 0      |